# Saint-Quentin-sur-le-Homme
Saint-Quentin-sur-le-Homme là một xã thuộc tỉnh Manche trong vùng Normandie tây bắc nước Pháp. Xã này nằm ở khu vực có độ cao trung bình 55 mét trên mực nước biển.